# Wangen im Allgäu
Wangen im Allgäu város Németországban, azon belül Baden-Württembergben, a Ravensburg járás második legnépesebb települése. Lakosainak száma 27 608 fő (2023. december 31.). Wangen im Allgäu Hergatz, Achberg, Argenbühl, Kißlegg, Vogt, Amtzell, Neukirch, Weißensberg és Hergensweiler községekkel határos.

## Városrészei
A következő településeket csatolták hozzá Wangen im Allgäu városához:
| Deuchelried |  | Karsee |  | Leupolz |  | Neuravensburg |  | Niederwangen |  | Schomburg |
| ----------- |  | ------ |  | ------- |  | ------------- |  | ------------ |  | --------- |

## Fekvése
Wangen a Nyugat-Allgäui-Alpok peremén, a Felső-Argen északi partján található, egy enyhén kiemelkedő drumlin tetején 556 méteres tengerszint feletti magasságban. Az Alsó-Argen Wangen északnyugati részén folyik, és a Felső-Argenbe a várostól délnyugatra, a városközponttól körülbelül 9 km-re torkollik bele. A mai Wangent jelentős történelmi városközpontja mellett számos fiatalabb és modernebb településrész jellemzi.

## Története

### A kora középkori település
Wangen előde valószínűleg egy alemann vagy frank településként jött létre, amelyet akkor alapítottak, amikor I. Klodvig frank király 496 körül leigázta az alemannokat . A helyet 815-ben a Sankt Gallen-i kolostor egyik dokumentumában említik először Wangun néven, amely az ógermán Wang, azaz rét, mező szóalakból származik. Ekkor a szabad alemann Hadubert egy gazdaságot és egy erdőt ajándékozott a frank császári kolostornak. Hatzenweiler falut Haddinwilare néven említik először 770-ben, amikor Hadupert, akinek a kapcsolata a 815-től származó adománylevél Hadubertjével nem világos, és édesanyja, Teotrada Hatzenweiler elhagyta a Sankt Gallen-i kolostort. A 10. században a kolostor birtokai adományok, vásárlások és cserék révén nagymértékben kibővültek, és ezek kezelésére a 12. században Wangenben kolóniát létesítettek, amelyhez egy majorság is tartozott; hogy ezek a gazdaságok meddig léteztek együtt, nem ismert. A 13. századtól az elöljáró hivatala (magister operum) volt, aki az építkezések felügyeletéért felelt és átvette a Maier feladatait.
1123-ban Manegold von Böttstein-Mammern apát építtette fel Praßberg várát, amellyel Sankt Gallen hatalmat kívánta megszilárdítani a Boden-tótól északra fekvő területek felett, amelyeket Heinrich von Twiel ellenapát korábban meg akart szerezni magának.
Az apát valószínűleg a 12. század második felében piacot építtetett a Niederdorfon kívül, amely körül szabad kereskedők és iparosok telepedtek le, és ezzel a későbbi Oberstadt központját képezte, amelyet a 13. századig kapukkal, falakkal, sánccal és árokkal vettek körbe.
Nem ismert, hogy pontosan mikor épült az első templom a mai Szent Márton, Gallus és Magnus katolikus plébániatemplom helyén, de a 8. század legeleje és a 820 közötti időszakot feltételezik. Először 1182-ben említenek egy dokumentumban egy új plébános, Walter megválasztása alkalmából.
A kolostor világi bírója a középkorban a Stauf-ház tagjaiból került ki. A városfal gyűrűje valószínűleg az 1210-1230 közötti időszakban épült, létezése a 13. század közepétől bizonyított. A hat-nyolc méter magas és egy méter vastag falakat a tetejükön gyilokjárattal látták el. Megépült a négy városkapu, név szerint a Pfaffentor (Ratloch), a Sweglartor (Lindauer Tor), a Kimpflertor (Ravensburger Tor) és a Schmiedgassertor (Leutkircher Tor, amelyet 1842 körül lebontottak).
II. Frigyes német-római császár egy 1217-es oklevélben megállapította, hogy Wangen védnöksége örökre királyi kézben marad. Ekkor Wangennek nyilvánvalóan már városi jogai voltak. Az 1241. évi császári adónyilvántartás szerint a város éves adója a királynak 10 márka ezüst volt, viszonyításképpen a legnagyobb befizetőnek, Frankfurt am Mainnak huszonötször annyit kellett ekkor fizetnie. 1241-ben a Reichsvogtei (községi bíró) tisztséget IV. Konrád alatt Rudolf von Tannenak zálogba adták, majd 1267-ben, az interregnum időszakában Berchtold von Falkenstein sankt-galleni apátnak adták zálogba, amit a helyi polgárok nem fogadtak el ellentmondás nélkül.

### A szabad császári város
1281. október 15-től IV. Habsburg Rudolf uralkodása alatt Wangen ismét királyi uralom alatt állt, 1286. január 10-én pedig császári város státuszba emelték. A város címerében megtalálható Hohenstaufen-sas és a frank birodalom liliom szimbóluma ezt a kiváltságot jelképezi.
A Ravensburg, Lindau, Leutkirch és Isny felé vezető utak Wangenben találkoztak. A fejlődő távolsági kereskedelem az Alpokban kezdetben a Große Ravensburger Handelsgesellschaft, később a Welserek és a Fuggerek révén elősegítette a város fejlődését a késő középkorban. 1400 körül nem volt lehetséges a további fejlesztés a meglévő határokon belül. Ezért a városfal és azArgen közötti, mezőgazdaságban használt különleges területet, amelyet Baindnak neveztek, fallal kerítették kötbe, ebből jött létre az Alsóváros (Unterstadt).
A céhek már a 14. században nagy befolyásra tettek szert a császári városon belül. Különösen a kaszák és vászontermékek gyártása és exportja biztosította a tekintélyes külkereskedelem egyensúlyát. Fénykorában a város jelentős földterületet szerzett a városfalakon kívül, amely elérte a Boden-tó partját, így állandó és fenntartható jövedelmet biztosított a település számára a kereskedelem ingadozásaitól függetlenül.
Wangen 1349-ben csatlakozott a Sváb Városok Szövetségéhez (Schwäbischen Städtebund), és 1362-ben a Tengeri Városok Ligájához (Seebund) is, amely a városok Szövetségének 1379-es feloszlatása után is fennmaradt. 1389 júliusában Johannes II von Waldburg sikertelenül próbálta meg elfoglalni a várost. A támadás emlékére és köszönetként, hogy megmenekült a veszélyektől, 1803-ig minden évben január 1-jén körmenetet tartottak a város körül. A 15. században Wangen számos más háborúban és viszályban vett részt a Seebundoldalán, így az appenzelli háborúban (1401–1404) és a városok IV. Frigyes osztrák herceg (1415) és Ulrich von Württemberg gróf (1449) elleni hadjáratában.
A Seebund szövetségét 1470-ben megújították, de már 1477-ben egy szerződés értelmében Wangen Sankt Gallen uralma alá került. III. Frigyes császár birodalmi átokkal való fenyegetése miatt azonban Wangennek 1488-ban fel kellett mondania a szövetséget Sankt Gallennel, és csatlakoznia kellett az 1534-ig fennálló Sváb Szövetséghez.

### A kora újkori város

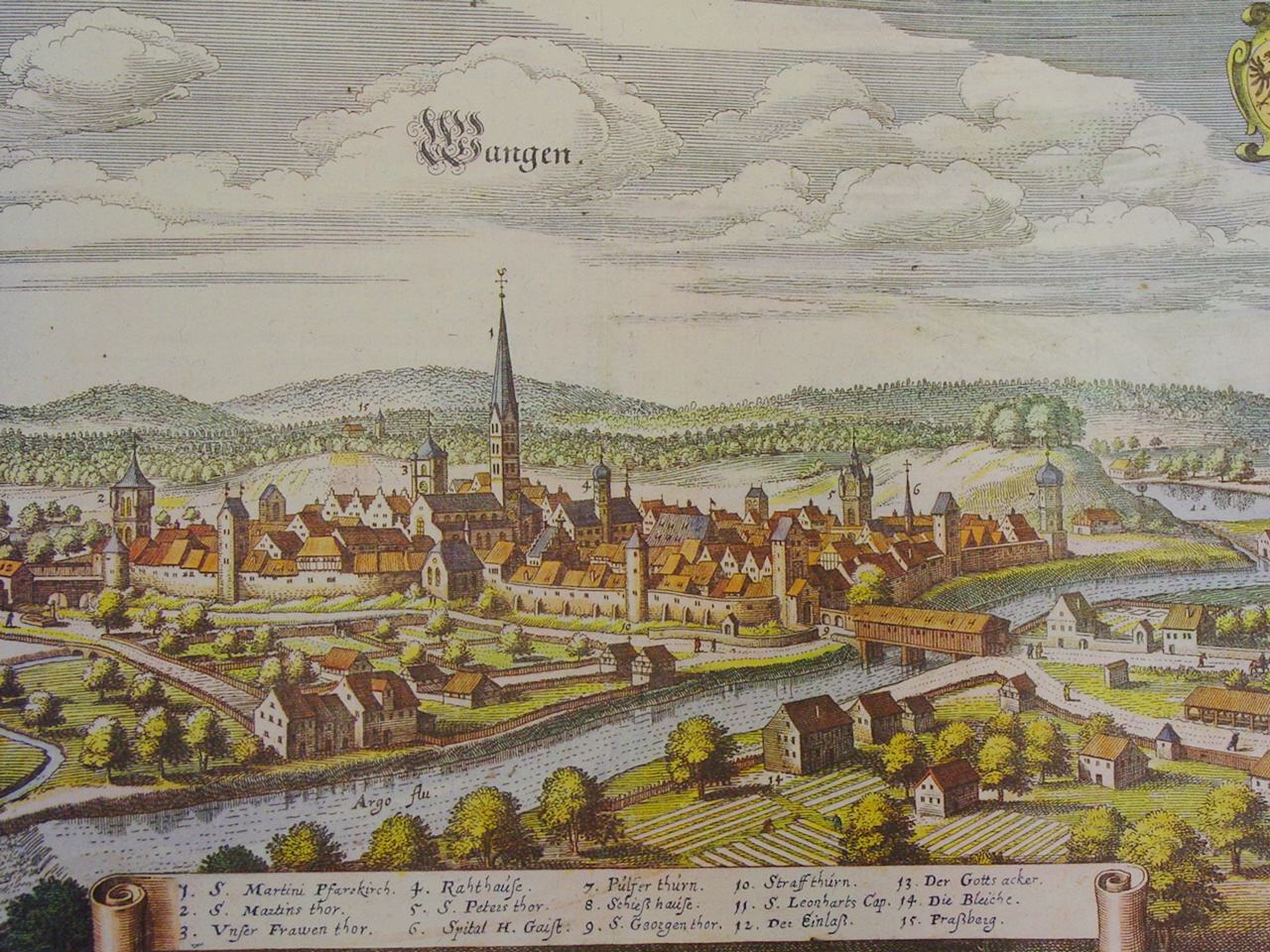
Wangen a 17. században (Matthäus Merian korabeli metszete)

1552-ben V. Károly császár feloszlatta a céheket, és új tanács- és udvari alkotmányt adott a városnak, amellyel a teljes hatalmat a város patríciusai kapták meg.
A harmincéves háborúban Wangen 1622-től a csapatmozgásoktól és a billegő helyzettől szenvedett, 1628-tól pedig a pestisjárvány is kitört. 1631 után több svéd portyázást követően, a lakosság többsége ideiglenesen Bregenzbe menekült. Miután a svédek 1634-ben kivonultak a területről, a pestis 1635-ben és 1636-ban sok áldozatot szedett. 1646-ban és 1647-ben ismét harcok és fosztogatások dúltak Wangenben.
A 18. század végéig (részben a birodalom végéig, 1806-ig) a mai város több kerülete Felső-Ausztriához tartozott (Landvogtei Schwaben, Grafschaft Montfort). A 18. századig az 1973-ban Wangenhez csatolt Neuravensburg volt a Sankt Gallen-i kolostor minden Bodeni-tótól északra található birtokának közigazgatási székhelye.

### A 19. századtól napjainkig
A napóleoni háborúk idején az ún. Mediatisierung során Wangen 1803-ban elvesztette szabad császári város státuszát, és kezdetben a Bajor Választófejedelemség részévé vált. A Bajor Királyság és a Württembergi Királyság között kötött 1810. évi határkiigazítási szerződés után Wangen lett az azonos nevű württembergi Oberamt székhelye.
1880-ban a kißleggi vasútvonal megépítésével és az állomás megnyitásával Wangen csatlakozott a württembergi vasúthálózathoz.
Az 1930-as évek elején a választási eredmények szerint Wangen a katolikus Centrumpárt fellegvára volt. Az 1932-ben 95%-kal újraválasztott polgármester, Fritz Geray és az Argen-Bote napilap ellenezték a helyi NSDAP-csoport zsidó lakosság ellen irányuló, az 1920-as évek végétől nyilvánosan megjelenő propagandáját. Ezen ellenállással szemben a náci hatalomátvétel után a nemzetiszocialistáknak sikerült 1933-ban átvenniük a polgármesteri hivatalt és a helyi tanács többségét, és a napi sajtót is ellenőrzésük alá vonták. Az ellenzékieket a heubergi koncentrációs táborba szállították. Wangen zsidó lakossága, amely 1933-ban 11-14 főből állt, az azt követő években 2 fő kivételével mind emigrált, egészen az 1938-as novemberi pogromokig.
A település hivatalos nevét 1936-ban változtatták meg a Wangen im Allgäu formára, amely a mai napig a város hivatalos megnevezése maradt.
1944 novemberében egy wangeni Volkssturm zászlóaljat állítottak fel. 1945 áprilisában elrendelték, hogy működjenek együtt a Wehrmacht egységeivel, hogy megvédjék az Alsó-Argen menti területet a központtól északnyugatra. 1945 áprilisában a württembergi Reichsstatthalter, Wilhelm Murr, valamint az NSDAP, az SS és a Gestapo más magas tisztviselői és kíséretük, akik a közeledő front elől menekültek, Wangenben és környékén lévő városnegyedekbe költöztek. Jelenlétüket annak tulajdonítják, hogy a Volkssturm és a Wehrmacht annak ellenére, hogy felismerték a katonai helyzet kilátástalanságát, és Hermann Röger körzeti adminisztrátor kifejezett kérése ellenére előkészítették a védelmet és több hidat is felrobbantottak, de néhány híd felrobbantását még meg tudták akadályozni. Április 28-án a legtöbb náci funkcionárius elmenekült a városból, majd másnap vasárnap a délnyugatra fekvő niederwangeni francia csapatok telefonon felhívták a wangeni városházát, és kérték a város megadását. A helyi Wehrmacht-parancsnok ennek eleget tett, és a települést harc nélkül adták át még ugyanazon a napon.
A mai közigazgatási terület az 1970-es évek elején jött létre. 1972. február 1-jén csatolták Wangenhez Deuchelried, Niederwangen és Schomburg településeket, ezeket követte május 1-jén Karsee és Neuravensburg. Bő egy évvel később, 1973. június 1-jén Leupolz csatlakozásával nyerte el a város a mai formáját.

## Népesség
A település népessége az elmúlt években az alábbi módon változott:
| Lakosok száma | 1485 | 21 068 | 23 012 | 23 259 | 23 353 | 25 727 | 25 982 | 27 265 | 26 398 | 27 608 |
|               | 1808 | 1967   | 1973   | 1980   | 1986   | 1993   | 1999   | 2006   | 2012   | 2023   |

## Nevezetességei

### Szent Márton, Gál és Magnus plébániatemplom
A Szent Márton plébániatemplom (teljes nevén Stadtpfarrkirche St. Martin, Gallus und Magnus) a város egyik legrégebbi műemléke. A helyén már a 8. században állt egy kisebb templom, amely az évszázadok során számos bővítésen és felújításon esett át. A templomtorony szabálytalan román stílusú faragott kövekből épül fel a egészen a harangokig. A középső hajó keleti oromfala szintén a román építészeti stílus jegyeit hordozza magán.
Nem ismert, hogy pontosan mikor épült az első templom a mai plébániatemplom helyén, de a 8. század legeleje és 820 közötti időszakot feltételezik.A templom plébánosát először 1182-ben említették meg egy dokumentumban. A torony és a hajó keleti fala a 12. század végén és a 13. század elején, a gótikus kórus 1386-ból származik. Az utolsó nagyobb felújítás a 14. század végén kezdődött, és a nyugati kapu feletti felirat tanúsága szerint 1486-ban készült el, végső formája egy háromhajós, oszlopos bazilikális elrendezés. Ennek során gótikus stílusban építették át a templomot. 1684 és 1687 között barokk stílusban alakították át. Egy villámcsapást követően 1739-ben a korábbi magas, csúcsos toronysisakot egy ún. walesi csuklyás kialakításúra cserélték. 1862 novemberében Ludwig Mittermaier neogótikus kórusablakait építették be, amelyek Joseph Anton von Gegenbaur és Franz Lott ajándékai voltak. 1898-1901-ben a templomot neogótikus belső berendezéssel látták el. A belső teret Gebhard Fugel késő historikus falfestményei díszítik. 1952-ben eltávolították a további festményeket, 1960-ban átépítették Mittermaier kórusablakait, így azok nem maradtak fenn az utókor számára.

### A város erődítései
Wangen városa komoly erődítésekkel rendelkezett a középkorban, melynek leglátványosabb elemei a kapuk voltak. Ezekből három maradt fenn mind a mai napig: a Martinstor, a Frauentor és a Pfaffentor, a másik kettőt lebontották a 19. században.
Az Argen köveiből és téglából készült ötszintes Martinstor, más néven Lindauer Tor első említése 1347-ből származik, és délnyugatra zárja a Paradiesstrassét az óvárosban. A kapu átjárójában gótikus festmények maradványai láthatóak. 1608-ban nyerte el jelenlegi formáját egy felújítással, ekkor megemelték és Johann Andreas Rauchkifestette. A ma is látható festmények August és Josef Braun 1924-ből származó munkái. A freskókon Szent Márton, Ulrich Rösch Sankt Gallen-i és Rupert Neß  ottobeureni apát látható, valamint a Sankt Gallen-i kolostornak, Wangen városának, a Bajor Királyságnak és a Württembergi Királyságnak a címere. Fölötte vakablakos árkádok húzódnak festett órákkal (egy-egy mindkét oldalon) és egy az óváros felé néző napóra. A visszahúzott sátortetőt kovácsoltvas vízköpők díszítik.
Az ötemeletes, tömör téglából épült Frauentor, más néven Ravensburger Tor a Herrenstrasse és az óváros északi végénél található. A torony elődje valószínűleg már a 12. században is állhatott, a mostani épület nagyobb része a 14. században épült, és szintén 1608-ban nyerte el mai formáját. 1589-ben Ulrich Wagener, 1611-ben Johann Andreas Rauch festette ki. A mai freskók Toni Schönecker 1950-es alkotásai. A boltíves, keresztboltozatos kapujárat felett címerdomborművek találhatók az óváros felé néző oldalon, a felső emeletek párkányokkal tagolt falfestményén Szűz Mária látható a kis Jézussal középen, baloldalon II. Frigyes császár alakja, jobbra pedig I. Ferdinánd császáré, aki 1563-ban meglátogatta a várost. A negyedik és az ötödik emelet sarkai lépcsőházként is funkcionálnak, a foltívekben elhelyezett óra és a napóra is a város oldalán helyezkedik el. A tetőt egyszerű rézkupola zárja le, a sarkok saját kupolával és kovácsoltvas vízköpőkkel rendelkeznek.

## Közélet

### Városi tanács
A jelenlegi városi tanács a 2019. május 26-án megtartott választásokat követően jött létre. A legnagyobb koalícióval a CDU rendelkezik, ám az előző választáshoz képest mintegy 10 százalékot gyengültek, míg a legnagyobb erősödést a Zöldek érték el.

### Polgármesterek
| - 1804–1810: Franz Josef von Bentele - 1811–1819: Mathias Tschugg - 1819–1826: Rudolf Salis - 1826–1829: Martin Schnitzer - 1829–1847: Christian Nepomuk Weber - 1847–1859: Leopold Wocher - 1860–1894: Jacob Trenkle - 1894–1922: Rudolf Trenkle - 1922–1933: Friedrich „Fritz“ Geray - 1933: Gottlob Pfeiffer, ideiglenesen | - 1933–1939: Friedrich Wilhelm Erbacher - 1939: Heinrich Fischer, ideiglenesen - 1939–1942: Carl Speidel, ideiglenesen - 1942–1945: Max Steinegger, ideiglenesen - 1945: Karl Geiger, ideiglenesen - 1945: Franz Büchele, ideiglenesen - 1945–1946: Josef Max Kraus, ideiglenesen - 1945–1968: Wilhelm Uhl - 1968–2001: Jörg Leist - 2001– : Michael Lang |

## Híres szülöttek
- Ivana Rudelić (1992–), labdarúgó
- Isabella Schmid (1993–), labdarúgó
- Melanie Leupolz (1994–), labdarúgó
- Janik Haberer (1994–), labdarúgó
- Sonja Giraud (1995–), labdarúgó

## Fordítás
Ez a szócikk részben vagy egészben  a   Wangen im Allgäu című német Wikipédia-szócikk ezen változatának fordításán alapul.  Az eredeti cikk szerkesztőit annak laptörténete sorolja fel. Ez a jelzés csupán a megfogalmazás eredetét és a szerzői jogokat jelzi, nem szolgál a cikkben szereplő információk forrásmegjelöléseként.